# Gadżymurad Antigułow
Gadżymurad Antigułow (ros. Гаджимурад Антигулов, ur. 1 stycznia 1987 w Anapie) – rosyjski zawodnik mieszanych sztuk walki wagi półciężkiej. Były mistrz rosyjskiej federacji Absolute Championship Berkut w wadze półciężkiej. Aktualnie zawodnik UFC.

## Przeszłość sportowa i trening
Ponieważ zapasy są narodowym sportem w Dagestanie, Antigułow zaczął trenować je w młodym wieku. Przeszedł do MMA, kiedy ten sport został wprowadzony w jego kraju.
Swój trening dzieli na dwie sesje dziennie. Zaczyna od biegu, by w drugiej części porannego treningu skupić się na umiejętnościach uderzeniowych i zapasach. Druga sesja treningowa odbywa się w dalszej części dnia po odpoczynku wczesnym popołudniem. Do swoich walk trenuje również w klubie American Top Team.

## Osiągnięcia

### Mieszane sztuki walki
- 2014: Zwycięzca turnieju Absolute Championship Berkut Grand Prix Berkut[5]
- 2014- 2016: Mistrz Absolute Championship Berkut w wadze półciężkiej